# William Hallowes Miller
William Hallowes Miller (* 6. April 1801 in Velindre nahe Llandovery, Carmarthenshire, Wales; † 20. Mai 1880 in Cambridge) war ein britischer Mineraloge, Kristallograph und Physiker.

## Leben
Seine Ausbildung erhielt Miller im St John’s College der Universität Cambridge bei John Stevens Henslow, wo er im Jahre 1826 diplomierte und dem er 1829 beitrat. Für einige Jahre war er Collegetutor und während dieser Zeit veröffentlichte er Abhandlungen zur Hydrostatik und Hydrodynamik.
Seine besondere Aufmerksamkeit galt der Kristallographie. Mit dem Rücktritt von William Whewell im Jahre 1832 wurde er dessen Nachfolger als Professor für Mineralogie, eine Stelle, die er bis zum Jahre 1870 behielt. Seine Hauptarbeit auf dem Gebiet der Kristallographie wurde 1838 veröffentlicht.
Die nach ihm benannten Millerschen Indizes werden in der Kristallographie verwendet, um Kristallflächen eindeutig zu beschreiben. Ihre Schreibweise schlug er im Jahr 1839 vor.
Im Jahre 1843 unterstützte er das Komitee, das für das Parlament die Standards für Längen und Gewichte entwickelte. 1852 wurde er Herausgeber einer neuen Ausgabe der Elementary Introduction to Mineralogy von Henry James Brooke. 1860 wurde er zum auswärtigen Mitglied der Göttinger Akademie der Wissenschaften gewählt.

## Mineralbeschreibungen
Miller gilt zusammen mit Henry James Brooke als Erstbeschreiber der Minerale Annabergit und Whewellit.

## Ehrungen
- 1838 wurde er zum Mitglied („Fellow“) der Royal Society gewählt, die ihn 1870 mit der Royal Medal auszeichnete.
- 1860 Wahl zum korrespondierenden Mitglied der Preußischen Akademie der Wissenschaften.
- 1864 Wahl zum korrespondierenden Mitglied der Russischen Akademie der Wissenschaften in Sankt Petersburg.
- 1870 Aufnahme in die Académie des sciences als korrespondierendes Mitglied.[2]
- 1874 wurde er in die American Academy of Arts and Sciences sowie in die Royal Society of Edinburgh[3] gewählt.
- Das Mineral Millerit trägt seinen Namen.